# 大島秀夫
大島 秀夫（おおしま ひでお、1980年3月7日 - ）は、群馬県伊勢崎市出身の元プロサッカー選手、サッカー指導者。現役時代のポジションはフォワード（FW）。

## 来歴
1998年に前橋育英高校から横浜フリューゲルスに入団。当時のレシャック監督の抜擢により、開幕戦にスタメン出場するなど順調な滑り出しを果たした。しかし、クラブが横浜マリノスに吸収合併されたため、同期入団である遠藤保仁や辻本茂輝らとともに京都パープルサンガへ移籍した。京都では思い通りの活躍が出来ず、2000年のシーズンオフに京都からゼロ円提示を受けて事実上の戦力外になる。しかし、2001年に移籍したモンテディオ山形ではレギュラーに定着し、2004年には22得点を挙げ、川崎フロンターレの我那覇和樹と並びJ2の日本人得点王（得点ランク2位タイ）となった。同年の天皇杯4回戦の横浜FM戦では鮮烈なダイビングヘッドを決め、このことが翌年の横浜F・マリノス移籍につながった。なお、この試合は山形が1-2で負けている。
2005年、横浜F・マリノスに移籍。奇しくもフリューゲルスの合併相手のクラブへの入団となった。また、移籍1年目にして9得点を挙げた。
2007年は神戸の大久保嘉人と並ぶ14得点を挙げて、J1の日本人得点王（得点ランク7位タイ）となった。また、ヘディングでの得点8点は、リーグ単独首位である。
2008年も開幕からレギュラーとして出場し続けるも、シーズン途中に成績不振により解任された桑原隆の後を受けた木村浩吉が監督に就任してからは、持病の腰痛により万全に動けなかったことと戦術に合わなかったことから出場機会が激減し、11月26日に戦力外通告を受け、横浜FMを退団した。
千葉や神戸、清水などのクラブからオファーがあったが、大分に次いでリーグワースト2位の得点力不足で質の高いFWの補強が急務となっていたアルビレックス新潟に移籍。山形時代の恩師である鈴木淳監督の下で再びプレーすることとなった。2009年は3トップの中央、あるいは2トップの左翼に起用され、33試合に出場し4得点を記録した。2010年は2年連続開幕戦先発出場を果たしたが、シーズン中盤からはベンチスタートが増えた。矢野貴章の移籍後は2トップの右翼で先発出場を重ね、最終的には28試合に出場し4得点を記録した。
2011年は副将に就任するも、左足裏などの負傷や若手を積極起用する黒崎久志監督の方針により開幕前から遅れを取り、出場機会が激減。8月に以前もオファーを受けた千葉に期限付き移籍した。
2012年、コンサドーレ札幌に完全移籍。
2013年、ギラヴァンツ北九州へ完全移籍。
2016年シーズン終了後に現役引退を発表した。
2017年からは古巣横浜F・マリノスユースチームのコーチに就任した。2017年10月、Jリーグから功労選手賞として表彰すると発表された。
2025年6月19日、パトリック・キスノーボの監督退任に伴い、暫定監督に就任。同月24日、正式に監督に就任した。

## エピソード
- 1997年、サンフレッチェ広島でスカウトをしていた小林伸二が、大島と契約寸前にまで至り、家族同伴で事務所に連れてきた。しかし、当時広島は経営悪化から球団消滅の噂がたっており、また吉田サッカー公園が建設中で練習設備をアピールできなかったことから、土壇場で横浜Fへ入団することとなった。しかし、フリューゲルスも1998年に親会社・佐藤工業の経営難からマリノスに吸収合併されてしまい、結局1年で退団して京都に移籍した。
- 2000年に京都を戦力外になった時、大島は呆然と事態を飲み込めないまま横浜F時代に同期で入団した遠藤保仁らと選手数人でゲームセンターに行ったという。
- 特技である似顔絵はかなりの腕前である。
- 山形在籍時代にエースとして活躍し、サポーターからは「キング」のニックネームで人気を博した。
- 2006年シーズンはリーグ戦での得点は4点にとどまり、シュートがクロスバーに弾かれる姿を毎試合のように披露していた。そのため、一部のサポーターからは「クロスバーが恋人」などと揶揄されていた。しかし、2007年シーズンでは大島自身初のJ1リーグにおける年間2桁得点を達成し、日本人得点王にもなっており、「恋人」とは破局した。
- 2006年10月8日、Jサテライトリーグ・対甲府戦で、GK榎本達也と交代し後半から出場していた秋元陽太が負傷し、プレー続行が不可能となった。そこでFWにハーフナー・マイクを投入し、急遽GKとして大島が起用された。また、山形時代の2001年J2第4節・対水戸戦ではロスタイムに退場となったGK鈴木克美に代わりゴールを守り、相手のFKをセーブした。

## 所属クラブ
ユース経歴
- 1986年 - 1991年 伊勢崎南サッカースポーツ少年団 (伊勢崎市立伊勢崎南小学校)
- 1992年 - 1994年 伊勢崎市立第一中学校
- 1995年 - 1997年 前橋育英高等学校

プロ経歴
- 1998年  横浜フリューゲルス
- 1999年 - 2000年  京都パープルサンガ
- 2001年 - 2004年  モンテディオ山形
- 2005年 - 2008年  横浜F・マリノス
- 2009年 - 2011年  アルビレックス新潟
  - 2011年8月 - 同年12月  ジェフユナイテッド市原・千葉 (期限付き移籍)
- 2012年  コンサドーレ札幌
- 2013年 - 2016年  ギラヴァンツ北九州

## 個人成績
| 国内大会個人成績 | 国内大会個人成績 | 国内大会個人成績 | 国内大会個人成績 | 国内大会個人成績 | 国内大会個人成績 | 国内大会個人成績 | 国内大会個人成績 | 国内大会個人成績 | 国内大会個人成績 | 国内大会個人成績 | 国内大会個人成績 |
| 年度             | クラブ           | 背番号           | リーグ           | リーグ戦         | リーグ戦         | リーグ杯         | リーグ杯         | オープン杯       | オープン杯       | 期間通算         | 期間通算         |
| 年度             | クラブ           | 背番号           | リーグ           | 出場             | 得点             | 出場             | 得点             | 出場             | 得点             | 出場             | 得点             |
| 日本             | 日本             | 日本             | 日本             | リーグ戦         | リーグ戦         | リーグ杯         | リーグ杯         | 天皇杯           | 天皇杯           | 期間通算         | 期間通算         |
| ---------------- | ---------------- | ---------------- | ---------------- | ---------------- | ---------------- | ---------------- | ---------------- | ---------------- | ---------------- | ---------------- | ---------------- |
| 1998             | 横浜F            | 28               | J                | 6                | 0                | 0                | 0                | 1                | 0                | 7                | 0                |
| 1999             | 京都             | 18               | J1               | 4                | 0                | 3                | 0                | 0                | 0                | 7                | 0                |
| 2000             | 京都             | 18               | J1               | 0                | 0                | 1                | 0                | 0                | 0                | 1                | 0                |
| 2001             | 山形             | 9                | J2               | 43               | 12               | 2                | 0                | 3                | 0                | 48               | 12               |
| 2002             | 山形             | 9                | J2               | 38               | 6                | -                | -                | 1                | 0                | 39               | 6                |
| 2003             | 山形             | 9                | J2               | 42               | 9                | -                | -                | 3                | 3                | 45               | 12               |
| 2004             | 山形             | 9                | J2               | 43               | 22               | -                | -                | 1                | 1                | 44               | 23               |
| 2005             | 横浜FM           | 15               | J1               | 28               | 9                | 3                | 0                | 0                | 0                | 31               | 9                |
| 2006             | 横浜FM           | 15               | J1               | 25               | 4                | 8                | 0                | 3                | 0                | 36               | 4                |
| 2007             | 横浜FM           | 15               | J1               | 30               | 14               | 9                | 4                | 2                | 2                | 41               | 20               |
| 2008             | 横浜FM           | 15               | J1               | 29               | 7                | 8                | 0                | 2                | 0                | 39               | 7                |
| 2009             | 新潟             | 16               | J1               | 33               | 4                | 6                | 0                | 4                | 1                | 43               | 5                |
| 2010             | 新潟             | 16               | J1               | 28               | 4                | 5                | 0                | 3                | 0                | 36               | 4                |
| 2011             | 新潟             | 16               | J1               | 5                | 0                | -                | -                | -                | -                | 5                | 0                |
| 2011             | 千葉             | 31               | J2               | 9                | 3                | -                | -                | 0                | 0                | 9                | 3                |
| 2012             | 札幌             | 23               | J1               | 20               | 0                | 5                | 1                | 0                | 0                | 25               | 1                |
| 2013             | 北九州           | 9                | J2               | 35               | 3                | -                | -                | 1                | 0                | 36               | 3                |
| 2014             | 北九州           | 15               | J2               | 33               | 1                | -                | -                | 3                | 0                | 36               | 1                |
| 2015             | 北九州           | 15               | J2               | 32               | 0                | -                | -                | 1                | 0                | 33               | 0                |
| 2016             | 北九州           | 15               | J2               | 11               | 0                | -                | -                | 1                | 0                | 12               | 0                |
| 通算             | 日本             | 日本             | J1               | 208              | 42               | 48               | 5                | 15               | 3                | 266              | 50               |
| 通算             | 日本             | 日本             | J2               | 286              | 56               | 2                | 0                | 14               | 4                | 302              | 60               |
| 総通算           | 総通算           | 総通算           | 総通算           | 494              | 98               | 50               | 5                | 29               | 7                | 568              | 110              |

その他の公式戦
- 2005年
  - スーパーカップ 1試合0得点

| 国際大会個人成績 | 国際大会個人成績 | 国際大会個人成績 | 国際大会個人成績 | 国際大会個人成績 |
| 年度             | クラブ           | 背番号           | 出場             | 得点             |
| AFC              | AFC              | AFC              | ACL              | ACL              |
| ---------------- | ---------------- | ---------------- | ---------------- | ---------------- |
| 2005             | 横浜FM           | 15               | 5                | 1                |
| 通算             | AFC              | AFC              | 5                | 1                |

その他の国際公式戦
- 2005年
  - A3チャンピオンズカップ 2試合1得点
- Jリーグ初出場：1998年3月21日 - 横浜マリノス戦 (横浜国際総合競技場)
- Jリーグ初得点：2001年3月10日 - 京都パープルサンガ戦 (西京極競技場)

## 指導歴
- 2017年 - 横浜F・マリノス
  - 2017年 - 2020年 ジュニアユース追浜 コーチ
  - 2021年 - 2024年7月 トップチーム アシスタントコーチ
  - 2024年7月 - 同年12月 トップチーム ヘッドコーチ
  - 2025年 - 同年5月 トップチーム アシスタントコーチ
  - 2025年5月 - 同年6月 トップチーム ヘッドコーチ
    - 2025年6月 トップチーム 暫定監督

  - 2025年6月 - トップチーム 監督

## 監督成績
| 年度 | 所属 | クラブ | リーグ戦 | リーグ戦 | リーグ戦 | リーグ戦 | リーグ戦 | リーグ戦 | カップ戦       | カップ戦 |
| 年度 | 所属 | クラブ | 順位     | 勝点     | 試合     | 勝       | 分       | 敗       | ルヴァンカップ | 天皇杯   |
| ---- | ---- | ------ | -------- | -------- | -------- | -------- | -------- | -------- | -------------- | -------- |
| 2025 | J1   | 横浜FM | 位       |          |          |          |          |          |                |          |

- 2025年は6月から指揮。第21節のみ暫定監督。